# Terminal City (Manhattan)

Terminal City cuando sea completada (dibujo de 1913)

Terminal City, también conocida como Grand Central Zone, es un desarrollo comercial y de oficinas de principios del siglo XX en Midtown Manhattan, Nueva York (Estados Unidos). Se desarrolló sobre la antigua estación de Grand Central Station, después de que el Ferrocarril Central de Nueva York decidiera reconstruir la estación en Grand Central Terminal y remodelarla en un cobertizo subterráneo para trenes, lo que permitió construir encima carreteras y rascacielos.

## Historia

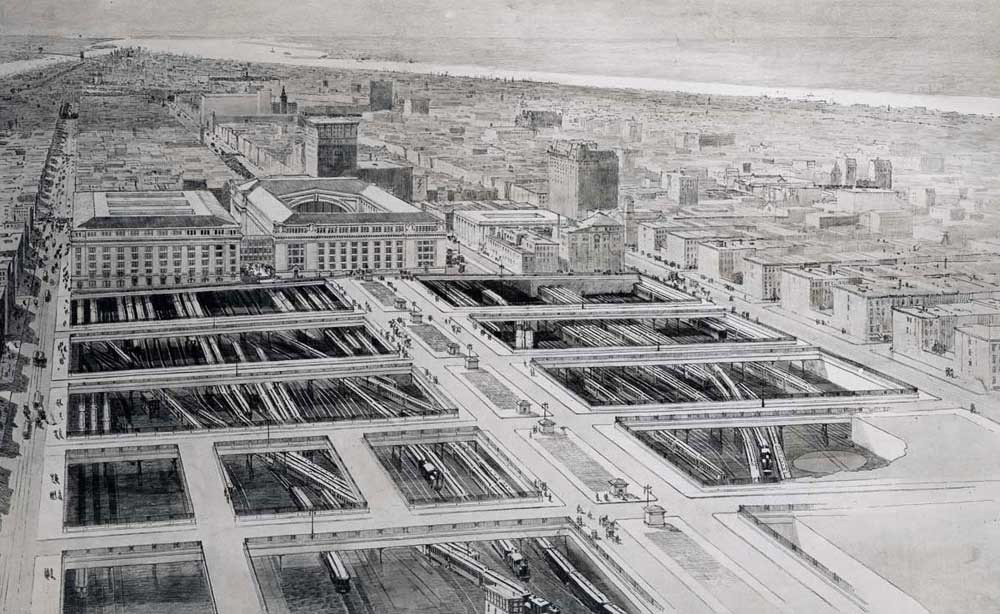
Bosquejo que ilustra el cobertizo del tren y los lotes disponibles para construir, c. 1910

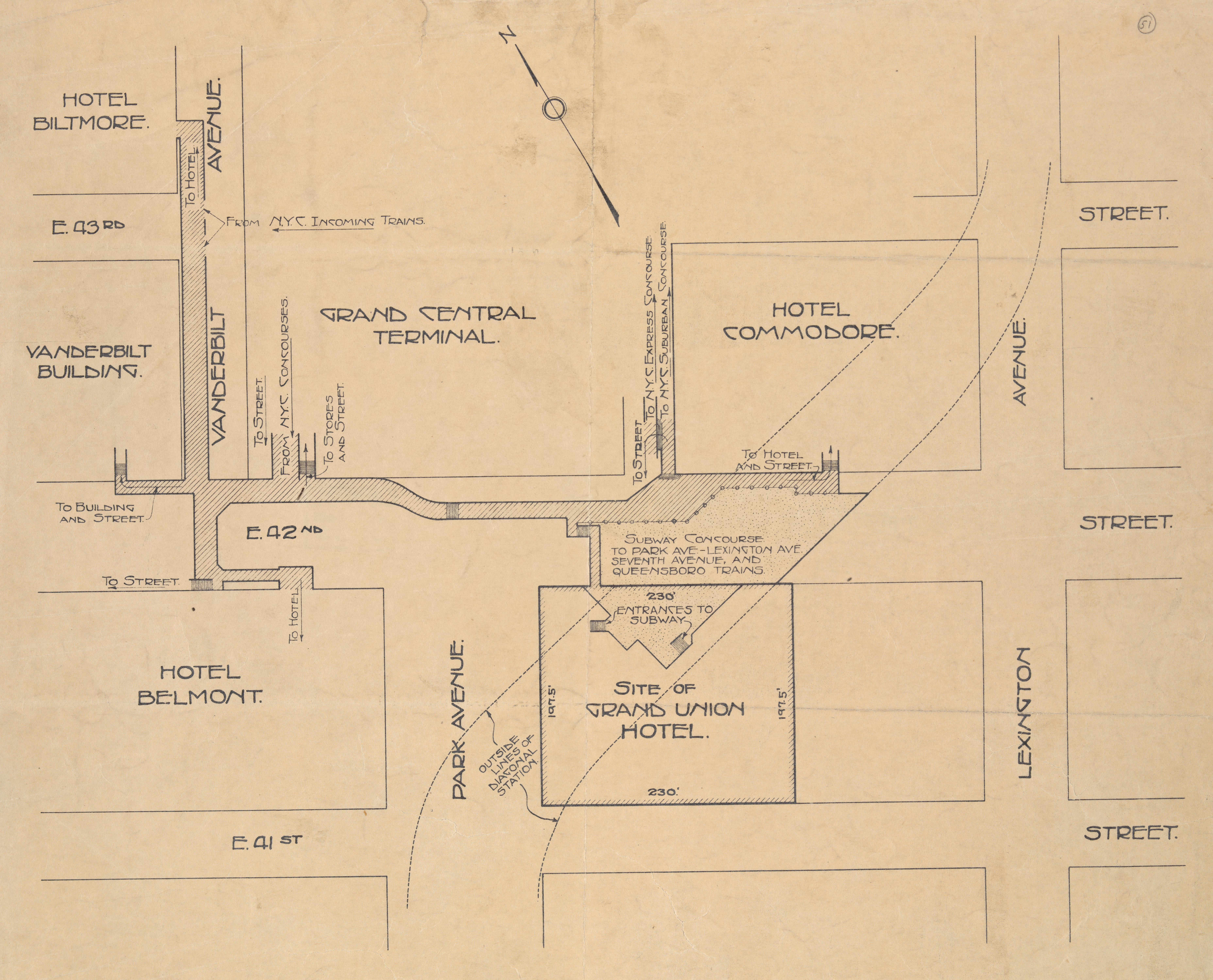
1917 Mapa de pasadizos subterráneos entre los nuevos edificios que rodean Grand Central

Terminal City nació durante la reconstrucción de Grand Central Terminal desde la antigua Grand Central Station desde 1903 hasta 1913. El propietario del ferrocarril, New York Central and Hudson River Railroad, deseaba aumentar la capacidad de las instalaciones, por lo que enterró las vías y plataformas y creó dos niveles para su nuevo cobertizo de trenes, de modo que la capacidad de la estación creció más del doble. 
Al mismo tiempo, el ingeniero jefe William J. Wilgus fue el primero en darse cuenta del potencial de vender derechos aéreos, es decir a construir desarrollo inmobiliario sobre el cobertizo del tren ahora subterráneo. Por lo tanto, la construcción de Grand Central produjo varios bloques de propiedades inmobiliarias de primera en Manhattan, que se extienden desde las calles 42 a 51 entre las avenidas Madison y Lexington. 
The Realty and Terminal Company se beneficiaba construyendo las estructuras y alquilándolas, o vendiendo los derechos aéreos a desarrolladores privados que construirían sus propios edificios. 
William Wilgus vio estas operaciones como un medio para financiar la construcción de la terminal. Reed & Stem originalmente propuso una "Corte de Honor" para este espacio, mientras que otras propuestas incluyeron una nueva Metropolitan Opera, un Madison Square Garden o una Academia Nacional de Diseño. Finalmente, los ferrocarriles decidieron convertir el área en un distrito de oficinas comerciales. 
La planificación del desarrollo comenzó mucho antes de que se completara la terminal. En 1903, el New York Central Railroad creó un derivado, New York State Realty and Terminal Company, para supervisar la construcción sobre los patios ferroviarios de Grand Central. El ferrocarril de New Haven se unió a la empresa más tarde. Uno de los primeros nombres propuestos para esta área fue Pershing Square, un nombre que finalmente se aplicó al lado sur de Grand Central Terminal. Los bloques en el lado norte de la terminal fueron posteriormente denominados "Ciudad Terminal" o la "Gran Zona Central". 
Para 1906, las noticias de los planes para Grand Central ya estaban impulsando los valores de las propiedades cercanas. Junto con este proyecto, el segmento de Park Avenue sobre los patios ferroviarios de Grand Central recibió una mediana ajardinada y se amplió a 42,7 m. Cuando se inauguró la terminal en 1913, los bloques que la rodeaban tenían un valor de entre 2 y 3 millones de dólares. Terminal City pronto se convirtió en el distrito comercial y de oficinas más deseable de Manhattan. De 1904 a 1926, el valor de la tierra a lo largo de Park Avenue se duplicó y el valor de la tierra en el área de Terminal City aumentó un 244 %. Un artículo de 1920 de The New York Times decía que "el desarrollo de la propiedad de Grand Central ha superado en muchos aspectos las expectativas originales. Con sus hoteles, edificios de oficinas, apartamentos y calles subterráneas, no solo es una maravillosa terminal ferroviaria, sino también un gran centro cívico ".

### Estructuras constituyentes e historia posterior

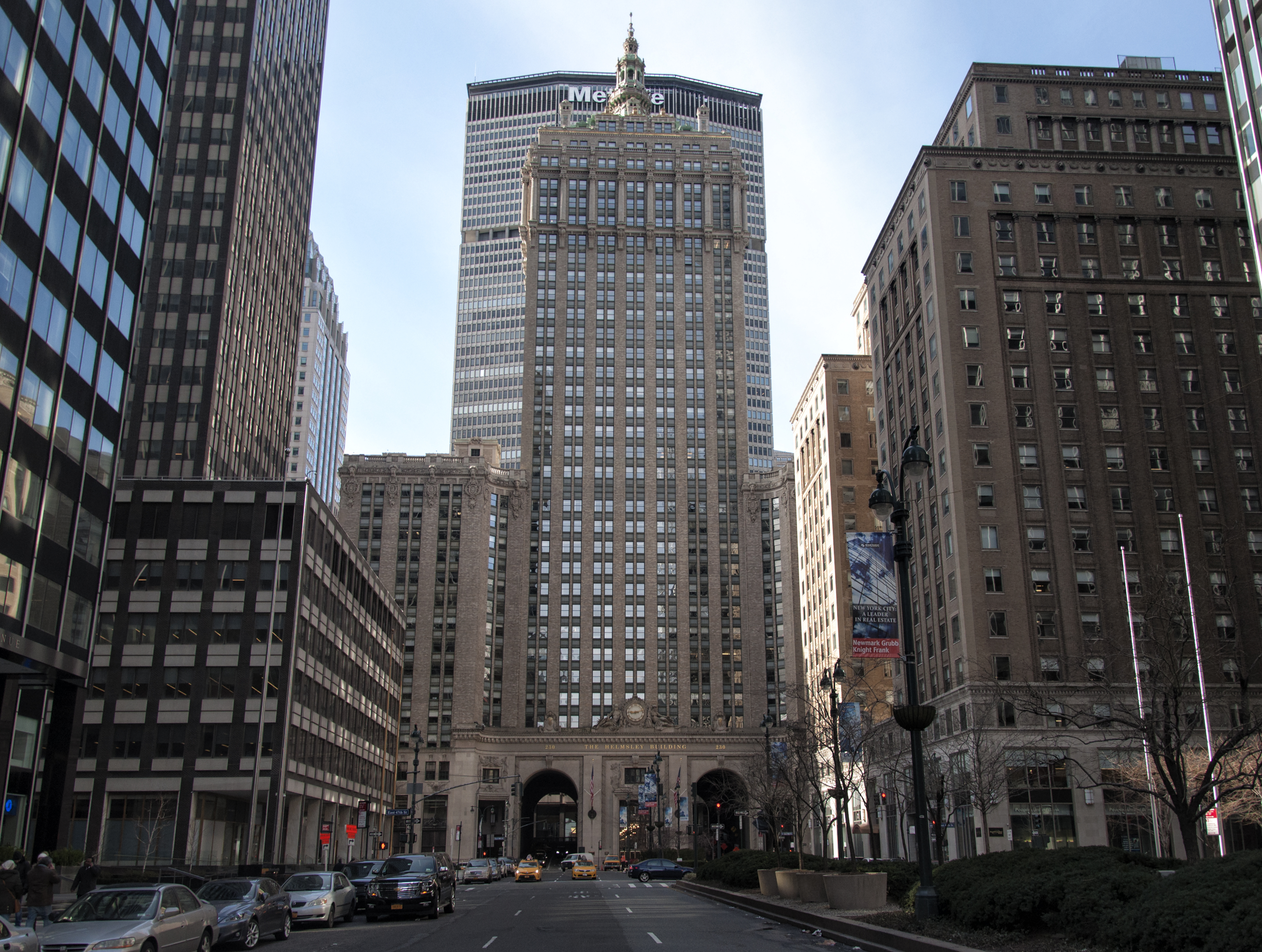
El Helmsley Building (frente al MetLife) se construyó como parte de Terminal City

El primer edificio en Terminal City fue el nuevo Grand Central Palace, que se inauguró en 1911 y reemplazó a otro edificio del mismo nombre.
El distrito llegó a incluir edificios de oficinas como el edificio Chrysler, el edificio Chanin, el edificio Bowery Savings Bank y el edificio Pershing Square; casas de apartamentos de lujo a lo largo de Park Avenue; una variedad de hoteles de alto nivel que incluían Commodore, Biltmore, Roosevelt, Marguery, Chatham, Barclay, Park Lane y Waldorf Astoria; el Gran Palacio Central; y la casa club del Yale Club de la ciudad de Nueva York en 50 Vanderbilt Avenue. Las estructuras inmediatamente alrededor de Grand Central Terminal se desarrollaron poco después de la apertura de la terminal, mientras que las estructuras a lo largo de Park Avenue se construyeron durante las décadas de 1920 y 1930. 
Estas estructuras fueron diseñadas en estilo neoclásico, complementando la arquitectura de la terminal. Aunque Warren y Wetmore diseñaron la mayoría de estos edificios, también monitorearon los planes de otros arquitectos (como los de James Gamble Rogers, quien diseñó el Yale Club) para asegurarse de que el estilo de los nuevos edificios fuera compatible con el de Terminal City. En general, el plano del sitio de Terminal City se derivó del movimiento City Beautiful, que fomentó la armonía estética entre los edificios adyacentes. La consistencia de los estilos arquitectónicos, así como la gran cantidad de fondos proporcionados por los banqueros de inversión, contribuyeron al éxito de Terminal City. 
El edificio Graybar, terminado en 1927, fue uno de los últimos proyectos de Terminal City. El edificio incorpora muchas de las plataformas de tren de Grand Central, así como Graybar Passage, un pasillo con vendedores y puertas de tren que se extienden desde la terminal hasta Lexington Avenue. En 1929, New York Central construyó su sede en un edificio de 34 pisos, luego rebautizado como Helmsley Building, que se extendía a ambos lados de Park Avenue al norte de la terminal. El desarrollo se desaceleró drásticamente durante la Gran Depresión, y parte de Terminal City fue demolida o reconstruida gradualmente con diseños de acero y vidrio después de la Segunda Guerra Mundial . En particular, muchas de las estructuras residenciales de poca altura en Park Avenue fueron reemplazadas por rascacielos de estilo internacional durante las décadas de 1950 y 1960, muchos de los cuales se dividieron en zonas para uso comercial. Algunos edificios residenciales de la época todavía existen a lo largo de Lexington Avenue. Los restos del diseño neoclásico también se pueden ver en el Yale Club y Roosevelt Hotel en Vanderbilt Avenue. 

### Grand Central Business Improvement District
El área comparte límites similares a los del Grand Central Business Improvement District, un vecindario con negocios que financian colectivamente mejoras y mantenimiento en el área. El distrito está bien financiado; en 1990 tenía el mayor presupuesto de todos los distritos de mejora empresarial de los Estados Unidos. La organización y el funcionamiento del distrito están a cargo de Grand Central Partnership, que ha ofrecido recorridos gratuitos por el edificio de la estación. La asociación también ha financiado algunos proyectos de restauración alrededor de la terminal, incluida la instalación de lámparas para iluminar su fachada y la compra de una farola que solía estar en el Viaducto de Park Avenue.

## Estructuras constituyentes

### Terminal ferroviario y estructuras de soporte
- Grand Central Terminal (terminado en 1913)
- Grand Central Terminal Baggage Building (terminado en c. 1913, demolido)
- 50th Street Substation (terminado en 1906, demolido)
- Park Avenue Viaduct (terminado en 1928)

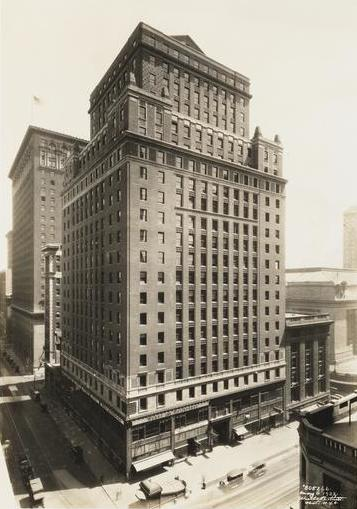
Liggett Building (terminado en 1922, demolido)

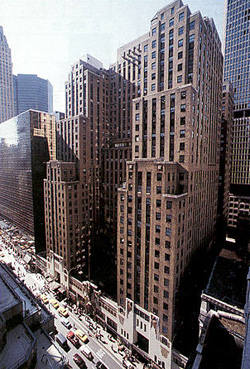
Graybar Building (terminado en 1927)

### Edificios circundantes
Nota: algunos enlaces pueden dirigir al edificio actual en la misma dirección
- Grand Central Post Office / 450 Lexington Avenue (terminado en 1909)
- Grand Central Palace (terminado en 1911, demolido)
- New York Biltmore Hotel (terminado en 1913, destruido)
- Yale Club of New York City (terminado en 1915)
- Vanderbilt Concourse Building / 52 Vanderbilt Avenue (terminado en 1916)
- Hotel Marguery and 270 Park Avenue (terminado en 1917, demolido)
- Commodore Hotel (terminado en 1919, destruido)
- Liggett Building (terminado en 1922, demolido)
- Bowery Savings Bank Building (terminado en 1923)
- Knapp Building (terminado en 1923, demolido)
- Pershing Square Building (terminado en 1923)
- Prudence Bond & Mortgage Building (terminado en 1923, demolido)
- The Roosevelt Hotel (terminado en 1924)
- Postum Building (terminado en 1924)
- 277 Park Avenue (terminado en 1925, demolido)
- InterContinental New York Barclay Hotel (terminado en 1926)
- Graybar Building (terminado en 1927)
- Park Lane Hotel (terminado en 1927, demolido)[17]
- 400 Madison Avenue (terminado en 1929)
- Helmsley Building (terminado en 1929)
- Chanin Building (terminado en 1929)
- Lexington Hotel (terminado en 1929)
- Chrysler Building (terminado en 1930)
- One Grand Central Place (terminado en 1930)
- Waldorf Astoria New York (terminado en 1931)

### Desarrollos anteriores y posteriores notables
237 Park Avenue, o 466 Lexington Avenue, dentro de la Gran Zona Central, fue construido en un período anterior de desarrollo, completado en 1905, aunque destruido en 1981.
Estos edificios dentro de la Gran Zona Central se construyeron en un período posterior de desarrollo:
- MetLife Building – Sucesor del Baggage Building
- Socony–Mobil Building
- One Vanderbilt
- 245 Park Avenue – Sucesor del Grand Central Palace
- 383 Madison Avenue – Sucesor del Knapp Building
- Grand Central Market
- 270 Park Avenue – Hotel Marguery y sucesor del antiguo 270 Park Avenue
- 277 Park Avenue – Sucesor del 277 Park Avenue
- 299 Park Avenue – Sucesor del Park Lane Hotel